# Małomice
Małomice (niem. Mallmitz) – miasto w województwie lubuskim w powiecie żagańskim. Położone nad rzeką Bóbr, na skraju Borów Dolnośląskich, w południowej części województwa.
W latach 1975–1998 miasto administracyjnie należało do woj. zielonogórskiego.
Według danych GUS z 31 grudnia 2019 r. Małomice liczyły 3458 mieszkańców. Powierzchnia miasta wynosi 525 ha. Małomice leżą na trasie kolejowej o znaczeniu międzynarodowym łączącej Kraków z Berlinem w odległości 60 km od granicy Niemiec i 80 km od granicy Czech.
Siedziba gminy, obejmującej miasto Małomice i sołectwa: Bobrzany, Chichy, Janowiec, Lubiechów, Śliwnik, Żelisław.
Małomice leżą na historycznym Dolnym Śląsku.

## Historia
Początki życia i działalności człowieka na terenie Małomic sięgają czasów sprzed naszej ery. Hipotezę tę potwierdza znalezisko archeologiczne z 1926 roku – kamienna siekiera pochodząca z młodej epoki kamiennej. Okres kultury łużyckiej na obszarze dzisiejszej gminy Małomice to pierwszy udowodniony okres osadniczy. Drugi okres osadniczy przypadł na czasy piastowskie i był związany z plemieniem Bobrzan.
Materiał archeologiczny wskazuje, że początek osady można datować na VI w. p.n.e. W połowie pierwszego tysiąclecia p.n.e. tereny województwa zielonogórskiego (lubuskiego) znajdowały się pod silnym wpływem kultury Celtów. Następny okres do około IV w. n.e. charakteryzował się ekspansją imperium rzymskiego.
Stara, pierwotnie słowiańska osada była lokowana na prawie niemieckim ok. 1280. Najstarsza nazwa Małomic (Małynicz) została wymieniona w hołdzie lennym złożonym w 1329 roku przez księcia żagańskiego Henryka IV królowi czeskiemu we Wrocławiu. Pod koniec lat 30. XVI w. Małomice stały się własnością feudała – śląsko-łużyckiego – Fabiana von Schoenaicka. On to prawdopodobnie w 1572 roku nadał Małomicom ograniczone prawa miejskie. Rozwój Małomic znacznie przyśpieszyło przyznanie im statusu osady targowej. Schoenaick zezwolił na zawiązanie cechów rzemieślniczych mających prawo powoływania swych przedstawicieli do rady miejskiej. Rozwinęły się wówczas kowalstwo i garncarstwo – podwaliny późniejszego rozwoju przemysłu metalurgicznego i ceramicznego. Według spisu z 1600 znajdowało się tu dziesięć gospodarstw kmiecych i dziewięć zagrodniczych.
W 1766 roku właścicielem Małomic został ród von Dohnów, z którym są związane początki hutnictwa w miasteczku. Huta w Małomicach powstała ok. roku 1800 na podwalinach dawnej hamerni. Z tego roku pochodzi bowiem pierwszy rysunek techniczny przedstawiający elewację i przekroje budynku huty. Piece hutnicze pracowały tu już w 1801 r. Fabian von Dohna manufakturę żelaza nazwał „Marienhütte” (huta „Maria”) na cześć swojej żony Marii Amalii. Huta, dzięki zamówieniom cesarskiej armii, rozrosła się do kluczowego w tej branży na Śląsku zakładu przemysłowego. Wiąże się z nią tragiczna w skutkach historia z okresu wojen napoleońskich. Ówczesny właściciel Małomic, Fabian von Dohna, kazał wytopić, w tajemnicy przed Francuzami, znaczną liczbę kul armatnich dla armii pruskiej. Kiedy sprawa wyszła na jaw, komando francuskie spaliło w odwecie wspaniały, górujący nad miastem, barokowy pałac von Dohnów. Pałac odbudowany w połowie stulecia, został zniszczony w czasie ostatniej wojny. W XIX w. nastąpiło ożywienie życia gospodarczego. W Małomicach rozwijał się przemysł metalurgiczny opierający się na miejscowych zasobach rudy darniowej. Od powstania aż do upadku Rzeszy Niemieckiej przemysł nastawiony był wyłącznie na produkcję zbrojeniową. W 1875 miasto otrzymało połączenie kolejowe, co miało niebagatelny wpływ na rozwój przemysłu. W 1898 roku uruchomiono fabrykę naczyń, dziś POLMETAL Fabryka Wyrobów Blaszanych S.A.

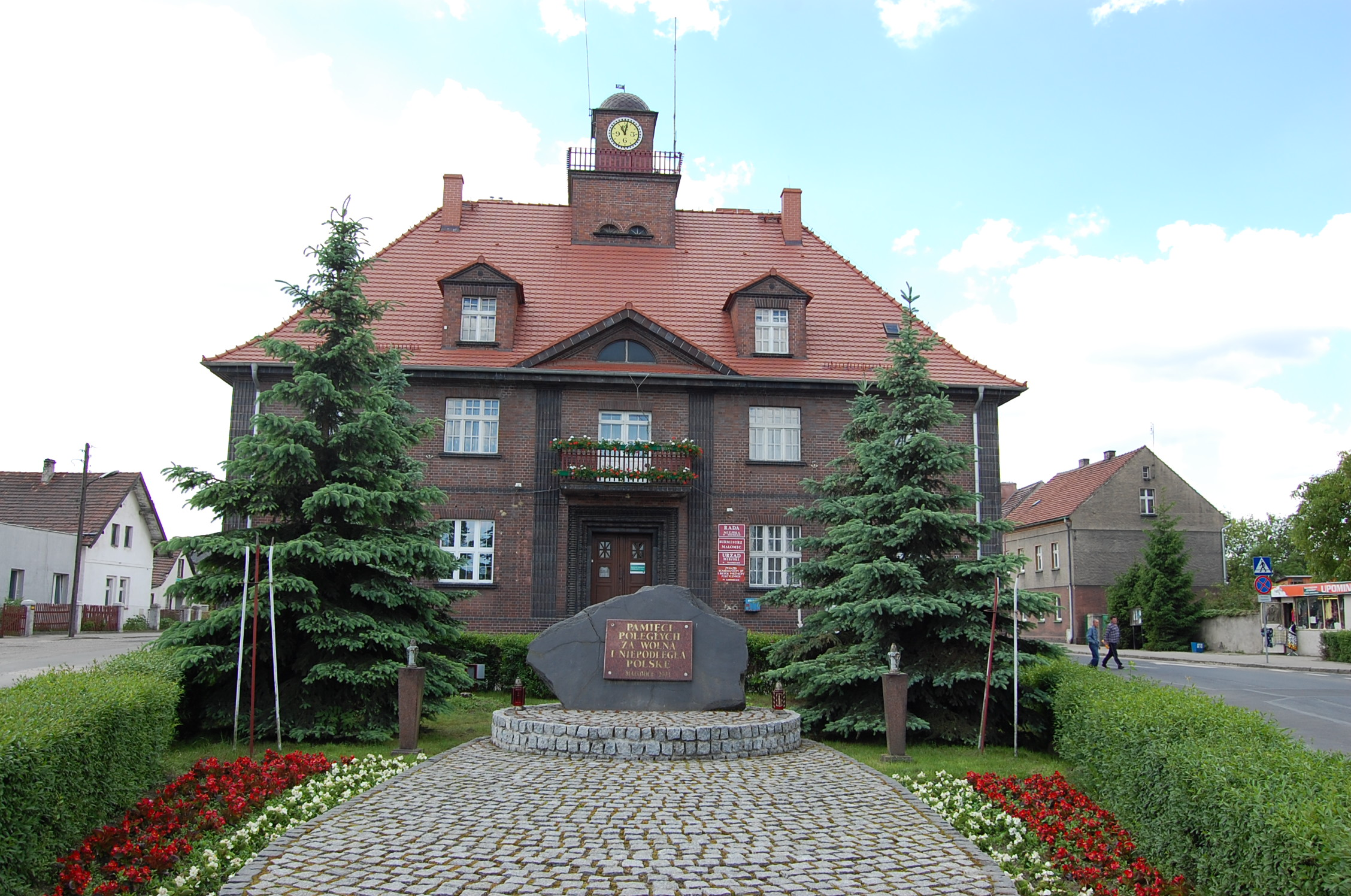
Pomnik nieznanego Żołnierza, front ratusza

W czasie I wojny światowej Małomice były z dala od walk. Uczestniczyły w nich poprzez swoją produkcję zbrojeniową. W 1933 huta została zamknięta, ponownie uruchomiona trzy lata później w celu produkcji samolotów. W latach międzywojennych Małomice rozbudowano w części zachodniej. W latach 1928–1929 wybudowano kościół katolicki i kino. Przed wybuchem II wojny światowej oddano do użytku stadion sportowy z basenem. Od września 1944 do stycznia 1945 r. w Małomicach istniał obóz jeńców przywiezionych tu z powstańczej Warszawy. 14 lutego 1945 r. Małomice zostały zajęte w wyniku działań wojennych przez 13 Armię Frontu Ukraińskiego. W miejscowości utworzono polską administrację, która wysiedliła jej dotychczasowych mieszkańców do Niemiec. Jako polską nazwę przyjęto formę Małomice – od zniemczonej Mallmitz. W 1959 roku Małomice uzyskały status osiedla, by po dziesięciu latach otrzymać prawa miejskie.

## Demografia

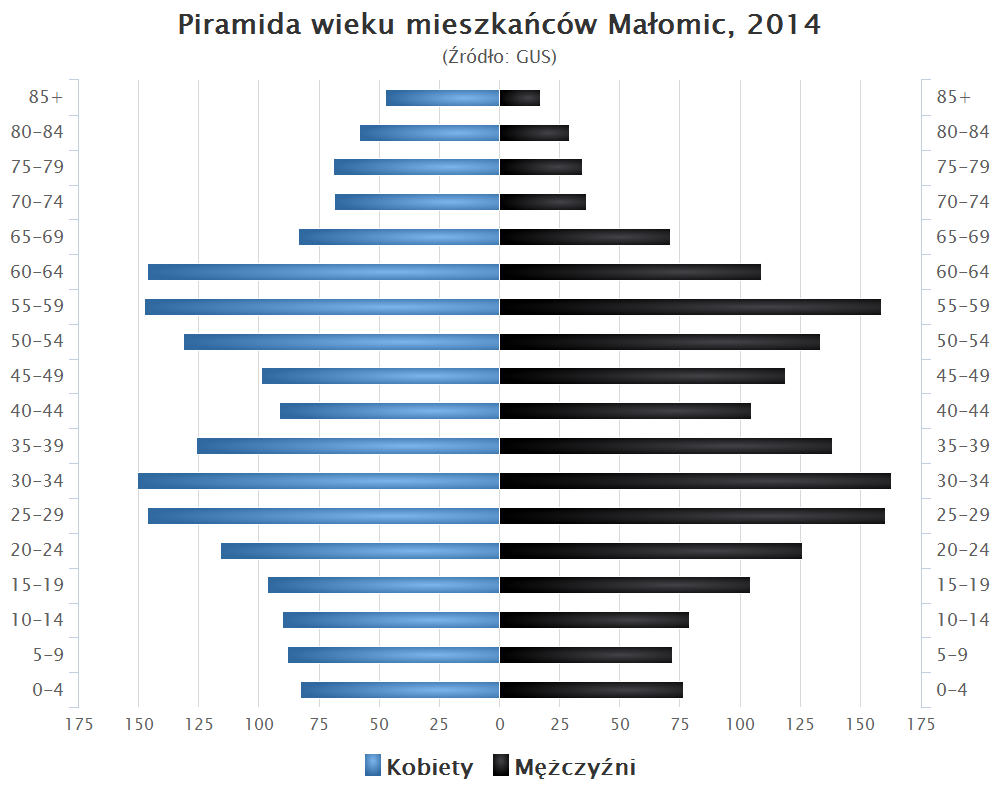
Piramida wieku mieszkańców Małomic w 2014 roku

## Zabytki
Do wojewódzkiego rejestru zabytków wpisane są:

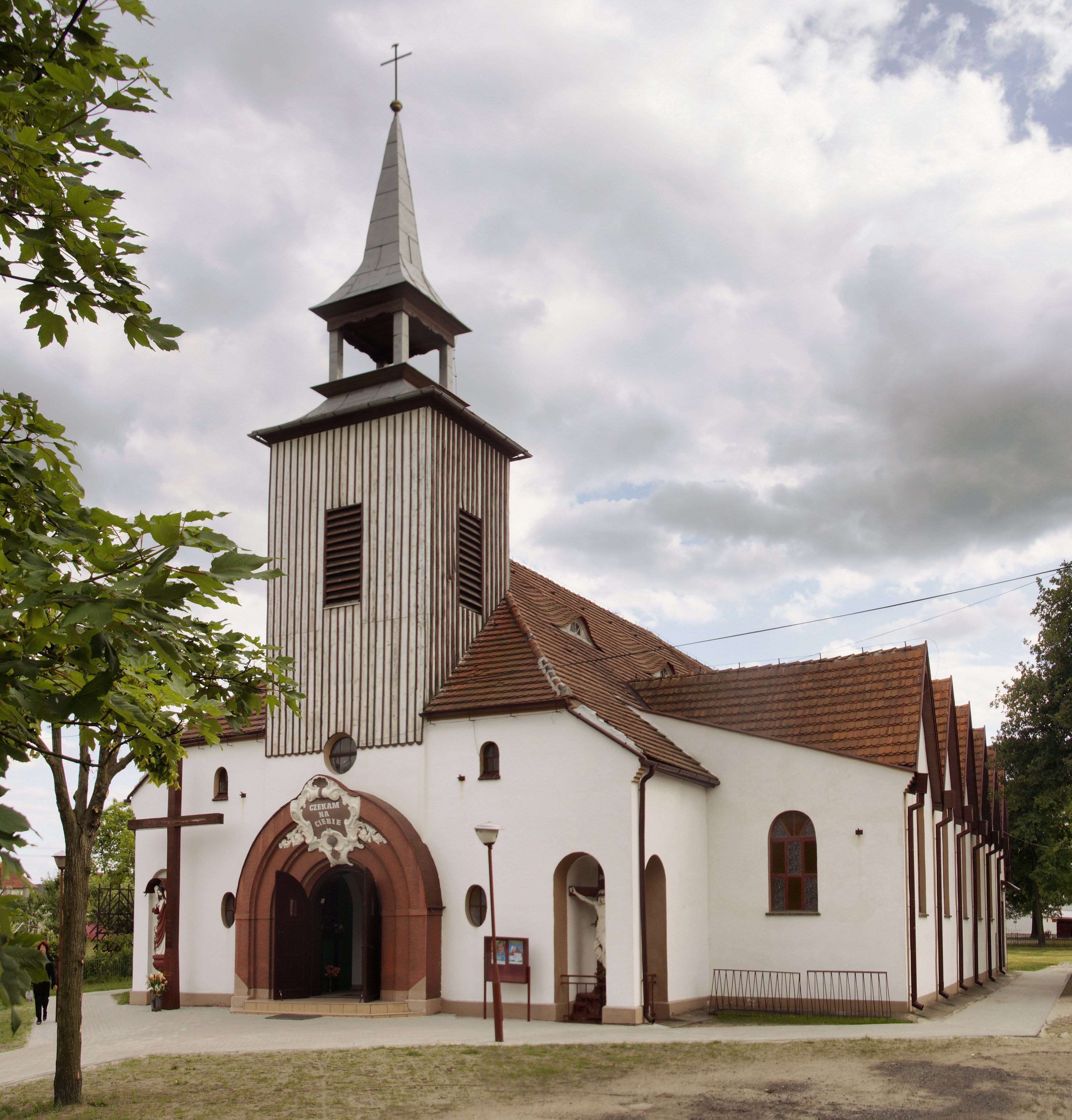
Kościół rzymskokatolicki parafii Narodzenia Najświętszej Maryi Panny

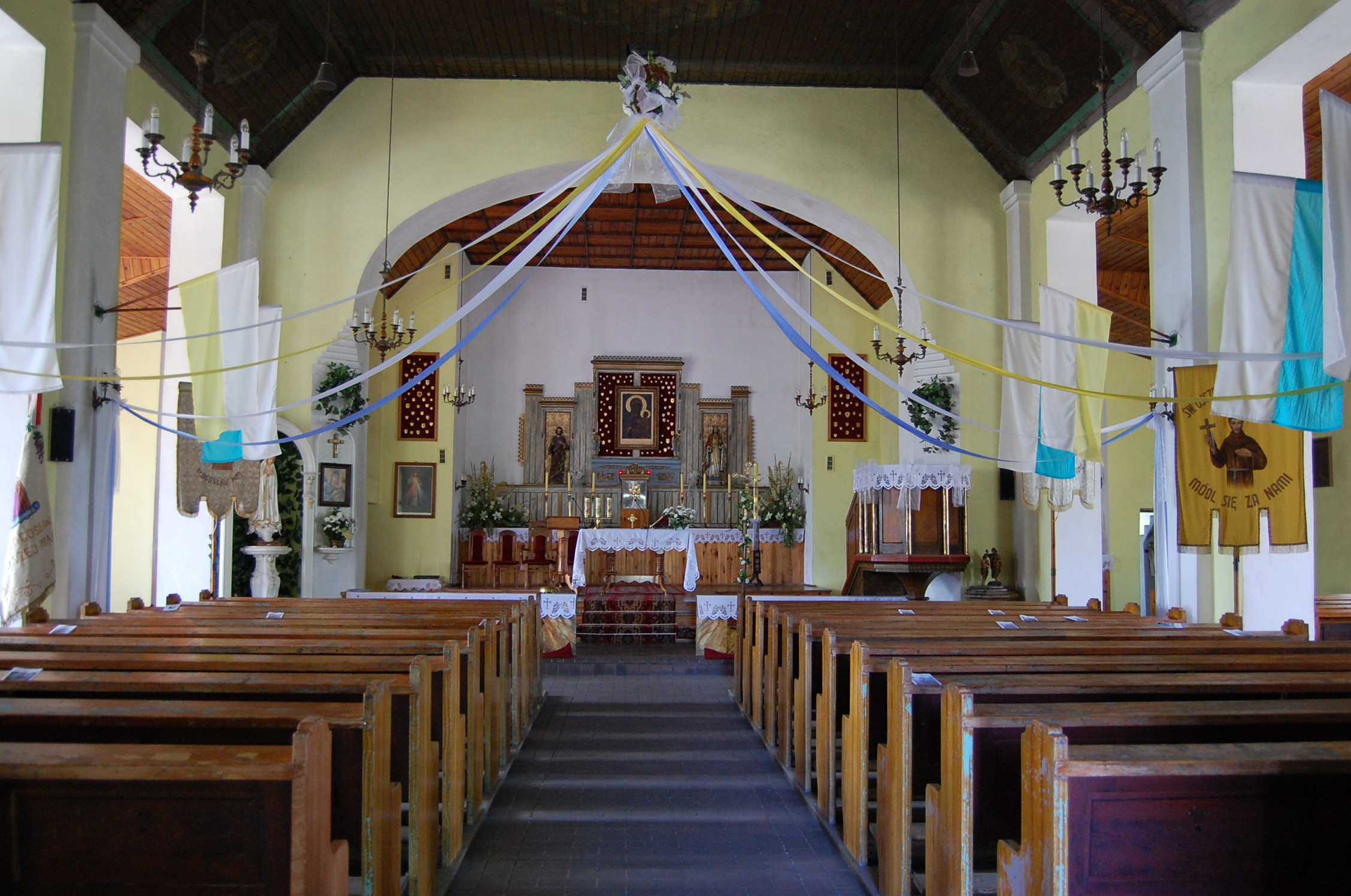
Wnętrze Kościoła

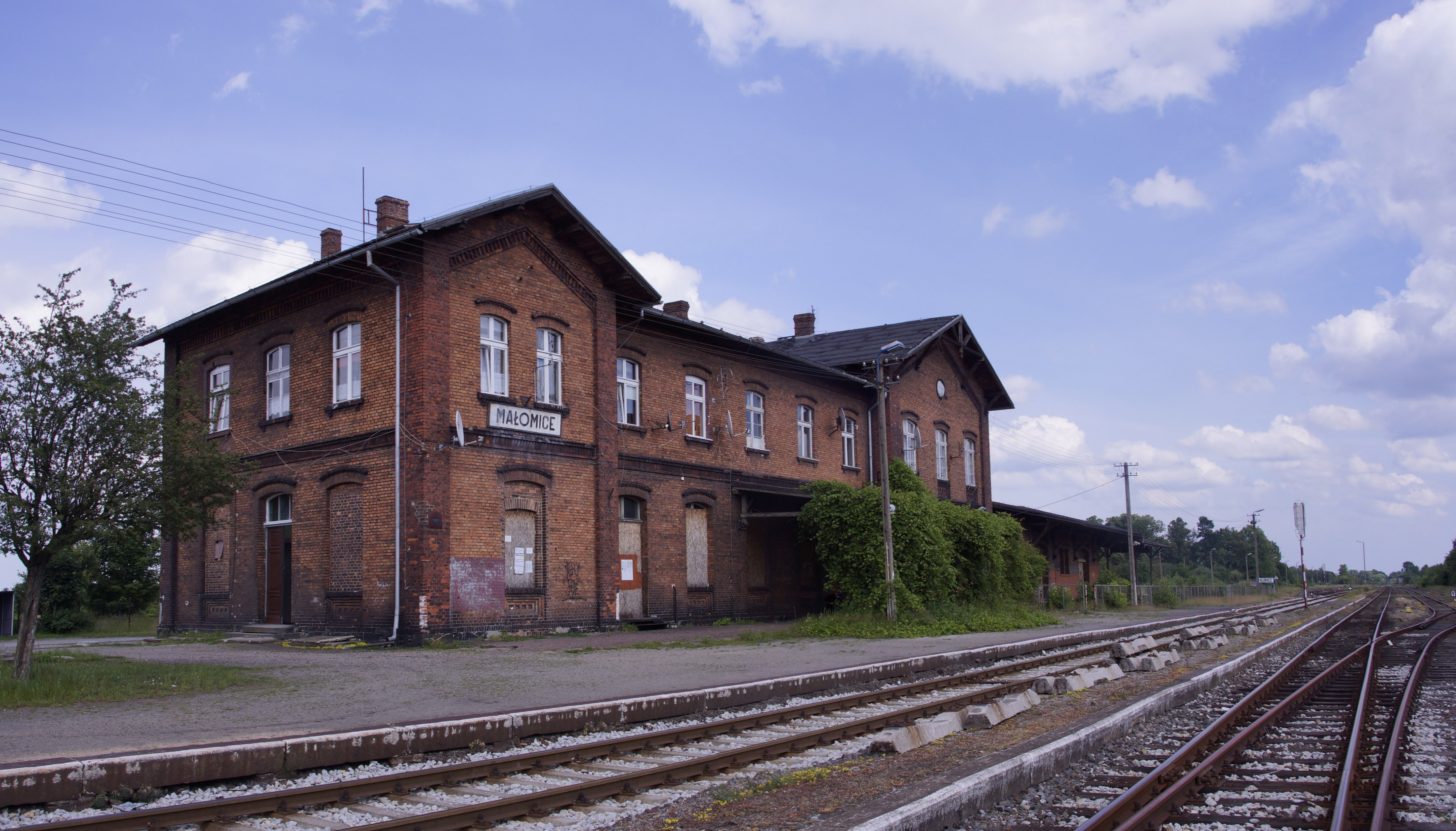
Stacja kolejowa w Małomicach

- kościół barokowy zbudowany w 1732 roku jako zbór ewangelicki z fundacji ówczesnych właścicieli dóbr małomickich. Nieużytkowany po II wojnie światowej uległ częściowej dewastacji. Po przejęciu przez Kościół Polskokatolicki został wyremontowany w latach 1982–1984 i stał się siedzibą nowo utworzonej parafii pw. Matki Bożej Nieustającej Pomocy. Jest to barokowa budowla, murowana z cegły, założona na rzucie ośmiokąta z pięcioboczną absydą od zachodu i kolistą klatką schodową, częściowo wtopioną w mur północno-zachodniej ściany. Wnętrze jest nakryte kopułą z latarnią. Elewacje rozczłonkowane pilastrami oraz hemisferycznymi niszami. Dach mansardowy z ośmioboczną latarnią, zwieńczoną baniastym hełmem. Wewnątrz zachowało się kilka kamiennych płyt nagrobnych, m.in. gotycka z 1414 roku oraz szereg renesansowych z drugiej połowy XVI w. z płaskorzeźbami przedstawiającymi postacie rycerzy z rodu Kotwiczów i Miliczów[5]
- park krajobrazowy – dworski założony został na zlecenie potomka Fabiana von Dohna-Schlodien (1802-1871). Jego projektantem był Eduard Petzold, który od 1872 roku, pracował nad projektem parku, a następnie nadzorował jego wykonanie. Park położony jest w północnej części miejscowości
- willa, ul. Kościuszki 39, z 1920 roku

inne zabytki:
- pałac, nie istnieje, wybudowany został pod koniec XVII wieku. Wzorowany był na rezydencji Lubkowiców w Żaganiu. Pałac zniszczony został w czasie ostatniej wojny.
- ogród regularny, barokowy z pewnością założony został przy wspomnianym powyżej pałacu. Jego istnienie potwierdzają dzisiaj głównie przekazy ikonograficzne.
- dawny folwark zlokalizowany przy dzisiejszej ulicy Tadeusza Kościuszki. Na jego terenie znajdują się dwa budynki gospodarcze z początku XIX wieku. Są to długie budowle parterowe, nakryte dachami naczółkowymi.

## Gospodarka
Do początku lat 90. XX wieku w Małomicach funkcjonowały dwa duże zakłady przemysłowe.
- Fabryka Wyrobów Blaszanych „POLMETAL”, w której wytwarzany były szeroki asortyment opakowania blaszanych – hoboki do farb, beczki.

Ponadto w Małomicach funkcjonowała baza magazynowa Zielonogórskiej Centrali Materiałów Budowlanych (ZCMB), a także Lubuskie Zakłady Materiałów Ogniotrwałych – zakład specjalizujący się w produkcji materiałów o podwyższonej ogniotrwałości dla przemysłu hutniczego.
W latach 90. XX w. Małomicka Cegielnia (Lubuskie Zakłady Materiałów Ogniotrwałych) z powodu wyczerpania się złóż gliny oraz znacznego spadku zapotrzebowania na materiały ogniotrwałe zaprzestała swojej działalności. Podobny los spotkał Bazę Magazynową ZCMB gdy nowy właściciel uznał, iż brak jest uzasadnienia do równoległego utrzymywania bazy magazynowej w Zielonej Górze i w Małomicach.
Obronną ręką przez okres transformacji kraju przeszedł FWB „POLMETAL”, który po nieudanej próbie uczestnictwa w Programie Narodowych Funduszy Inwestycyjnych, drastycznym zmniejszeniu zatrudnienia, zmianie właściciela oraz przeprofilowaniu produkcji zdołał znaleźć swoje miejsce na rynku pod firmą „POLMETA” S.A. W chwili obecnej w „POLMETALU” popularnie zwanym „blaszanką” produkowane są zamknięte profile stalowe o różnych przekrojach, drobny sprzęt i galanteria ogrodowa.
Tradycje miasta w zakresie produkcji opakowań blaszanych kontynuuje firma rodzinna LRN i firma „Silgan Metal Packaging Szprotawa Sp. z o.o.” z siedzibą w Wiechlicach.
Ponadto w Małomicach działają niewielkie zakłady produkcyjne i usługowe specjalizujące się między innymi w produkcji meblarskiej-krzesła.
Małomice jako centrum administracyjne gminy o tej samej nazwie, pełnią funkcję usługową w zakresie obsługi administracyjnej oraz centrum handlowego dla sąsiadujących z nimi miejscowości.

## Sport
W mieście swoją siedzibę ma klub piłkarski Miejski Klub Sportowy „Iskra” Małomice, który został założony w 1957 roku i występował m.in. w A klasie. W sezonie 2018/2019 klub ponownie brał udział w rozgrywkach klasy okręgowej (grupa południowa, Zielona Góra), natomiast w sezonie 2019/2020 występuje po raz kolejny w klasie A (IV gr. Zielona Góra).